# NGC 1423
NGC 1423 (другие обозначения — MCG -1-10-25, PGC 13628) — спиральная галактика в созвездии Эридан.
Этот объект входит в число перечисленных в оригинальной редакции «Нового общего каталога».
В галактике вспыхнула сверхновая SN 2005gm типа II, её пиковая видимая звездная величина составила 18,0.
В галактике наблюдается повышенное ультрафиолетовое излучение, и потому её относят к галактикам Маркаряна. Причиной является всплеск звездообразования из-за взаимодействия галактик.